# Энсёдзи
Энсёдзи (яп. 圓照寺 / 円照寺, «монастырь Круглого сияния»), полное официальное название — Фумондзан Энсёдзи (яп. 普門山圓照寺, «монастырь Круглого сияния на горе Всепонимания») — женский монастырь буддийской школы Риндзай течения Мёсиндзи в городе Нара, Япония.
Монастырь был основан в 1641 году принцессой-монахиней Бунти, дочкой императора Го-Мидзуно. Изначально он находился на территории монастыря Сюгакуин в районе Хигасияма, Киото. В 1655 году монастырь перенесли в деревню Ясима провинции Ямато, а в 1669 году — в деревню Яма той же провинции.
Со времени основания монастырь управлялся исключительно женщинами из Императорской семьи Японии. Монастырь является центром искусства икебаны. Ежегодно во второй понедельник апреля здесь проводится праздник подношения цветов буддийским святым.
Монастырь является прообразом монастыря Гэссюдзи в романе «Весенний снег» японского писателя Мисимы Юкио. Монастырь закрыт для посещения мирянами.